# Valea Seacă (gmina Nicolae Bălcescu)
Valea Seacă – wieś w Rumunii, w okręgu Bacău, w gminie Nicolae Bălcescu. W 2011 roku liczyła 1884 mieszkańców.